# Pterophorus inframaculella
Pterophorus inframaculella is een vlinder uit de familie vedermotten (Pterophoridae). De wetenschappelijke naam van de soort is voor het eerst geldig gepubliceerd in 1850 door Charles Théophile Bruand d'Uzelle.